# Qiancang (köpinghuvudort i Kina, Zhejiang Sheng, lat 28,80, long 120,09)
Qiancang (kinesiska: 前仓, 前仓镇) är en köpinghuvudort i Kina. Den ligger i provinsen Zhejiang, i den östra delen av landet, omkring 160 kilometer söder om provinshuvudstaden Hangzhou. Antalet invånare är 22 433. Befolkningen består av 10 528 kvinnor och 11 905 män. Barn under 15 år utgör 16,0 %, vuxna 15-64 år 72 %, och äldre över 65 år 11,0 %.
Runt Qiancang är det ganska tätbefolkat, med 230 invånare per kvadratkilometer. Närmaste större samhälle är Guli, 10,4 km nordväst om Qiancang. I omgivningarna runt Qiancang växer i huvudsak blandskog.
Genomsnittlig årsnederbörd är 2 368 millimeter. Den regnigaste månaden är juni, med i genomsnitt 417 mm nederbörd, och den torraste är januari, med 69 mm nederbörd.